# Eti Livni
Eti Livni (hebrejsky: אתי לבני) je izraelská politička a bývalá poslankyně Knesetu za stranu Šinuj.

## Biografie
Narodila se 1. června 1948 v Tel Avivu. Pracuje jako právnička. Hovoří hebrejsky, francouzsky a anglicky.

## Politická dráha
V izraelském parlamentu zasedla po volbách do Knesetu v roce 2003, v nichž nastupovala za stranu Šinuj. Byla členkou výboru pro ústavu, právo a spravedlnost, výboru pro drogové závislosti, výboru pro práva dětí a předsedkyní výboru pro status žen.
Ke konci volebního období došlo ve straně Šinuj k rozkolu, při kterém ji opustila většina poslaneckého klubu včetně Eti Livni a založila novou politickou formaci Chec. Ta ale ve volbách do Knesetu v roce 2006 nezískala dost hlasů pro přidělení mandátu. Ve volbách v roce 2009 kandidovala Eti Livni na málo volitelném 51. místě za stranu Kadima.